# Долинка (притока Турця)
Долинка (словац. Dolinka) — річка в Словаччині; права притока Турця. Протікає в окрузі Турчянські Теплиці.
Довжина — 17.1 км. Витікає в масиві Мала Фатра (на схилі гори Глибока) — на висоті 815 метрів. Впадають Чєрна Вода; Ракша і Сомолицький потік.
Протікає біля сіл Мошовці, Ракша і Блажовці. Впадає у Турець на висоті 438 метрів.